# Montandonius
Montandonius is een geslacht van wantsen uit de familie van de Gelastocoridae. Het geslacht werd voor het eerst wetenschappelijk beschreven door Melin in 1929.

## Soorten
Het genus bevat de volgende soorten:

- Montandonius angulatus Melin, 1929
- Montandonius bridarollii De Carlo, 1954
- Montandonius willineri De Carlo, 1954